# Zwaring-Pöls
Zwaring-Pöls är en tidigare kommun i Österrike. Den ligger i kommunen Dobl-Zwaring i förbundslandet Steiermark. Kommunen blev en del av Dobl-Zwaring i samband med kommunreformen i Steiermark 1 januari 2015.
Kommunen bestod av sju orter (Ortschaften) (inom parentes invånarantal 1 januari 2024):

- Dietersdorf (304)
- Fading (217)
- Lamberg (112)
- Pöls an der Wieserbahn (162)
- Steindorf (193)
- Wuschan (207)
- Zwaring (427)